# Ле-Руре
Ле-Руре́ (фр. Le Rouret) — коммуна на юго-востоке Франции в регионе Прованс — Альпы — Лазурный берег, департамент Приморские Альпы, округ Грас, кантон Вальбонн. До марта 2015 года коммуна административно входила в состав упразднённого кантона Ле-Бар-сюр-Лу (округ Грас).
Площадь коммуны — 7,1 км², население — 3763 человека (2006) с выраженной тенденцией к росту: 3965 человек (2012), плотность населения — 558,5 чел/км².

## Население
Население коммуны в 2011 году составляло — 3887 человек, а в 2012 году — 3965 человек.
| 1962 | 1968 | 1975 | 1982 | 1990 | 1999 | 2006 | 2011 | 2012 |
| ---- | ---- | ---- | ---- | ---- | ---- | ---- | ---- | ---- |
| 833  | 1208 | 1664 | 2315 | 2927 | 3428 | 3763 | 3887 | 3965 |

Динамика численности населения:

## Экономика
В 2010 году из 2438 человек трудоспособного возраста (от 15 до 64 лет) 1782 были экономически активными, 656 — неактивными (показатель активности 73,1 %, в 1999 году — 68,5 %). Из 1782 активных трудоспособных жителей работали 1648 человек (875 мужчин и 773 женщины), 134 числились безработными (67 мужчин и 77 женщин). Среди 656 трудоспособных неактивных граждан 268 были учениками либо студентами, 174 — пенсионерами, а ещё 214 — были неактивны в силу других причин.
На протяжении 2010 года в коммуне числилось 1466 облагаемых налогом домохозяйств, в которых проживало 3548,5 человек. При этом медиана доходов составила 26 тысяч 273 евро на одного налогоплательщика.